# 2179 Platzeck
2179 Platzeck (1965 MA) là một tiểu hành tinh vành đai chính được phát hiện ngày 28 tháng 6 năm 1965 bởi A. R. Klemola ở El Leoncito.